# 沖田瑞穂
沖田 瑞穂（おきた みずほ、女性、1977年 - ）は、日本のインド神話学者。専門はインド神話、比較神話。

## 人物・来歴
兵庫県神戸市生まれ。2005年学習院大学大学院人文科学研究科博士後期課程修了。
「『マハーバーラタ』の神話研究 デュメジル神話学の継承と発展」で博士（日本語日本文学）。中央大学、日本女子大学、等非常勤講師。

## 著書
- 『マハーバーラタの神話学』弘文堂, 2008
- 『人間の悩み、あの神様はどう答えるか 世界の神々と神話に学ぶ人生哲学』青春出版社・青春文庫, 2018
- 『怖い女 怪談、ホラー、都市伝説の女の神話学』原書房, 2018
- 『マハーバーラタ入門 インド神話の世界』勉誠出版, 2019
- 『世界の神話』岩波ジュニア新書, 2019
- 『マハーバーラタ、聖性と戦闘と豊穣』みずき書林, 2020
- 『すごい神話―現代人のための神話学53講』新潮社・新潮選書, 2022
- 『世界の神話　躍動する女神たち』岩波ジュニア新書, 2022.8
- 『災禍の神話学　地震、戦争、疫病が物語になるとき』河出書房新社, 2023.8
- 『世界の神々100』筑摩書房・ちくま新書, 2024.1

編著
- 『世界女神大事典』松村一男・森雅子共編、原書房, 2015

### 翻訳
- 監訳『マハーバーラタ　インド神話物語』上・下、デーヴァダッタ・パトナーヤク 文・画、村上彩 訳、原書房, 2019
- 監訳『ラーマーヤナ　インド神話物語』上・下、同上、上京恵 訳、原書房, 2020
- 編訳『インド神話』岩波少年文庫, 2020